# Lovisa Hjern
Lovisa Hjern, född den 3 januari 1999, är en svensk basketspelare som spelar för det polska basketlaget Ślęza Wrocław.

## Biografi
Lovisa Hjern har tidigare spelat för Norrköping och tyska Saarlouis innan hon 2024 började spela för det polska laget Ślęza Wrocław. Hon har även representerat det svenska landslaget där hon debuterade 2019.